# Igor Armaș
Igor Armaș (phát âm tiếng Romania: [ˈar.maʃ]; sinh ngày 14 tháng 7 năm 1987) là một hậu vệ bóng đá người Moldova. Anh chơi ở vị trí trung vệ hay hậu vệ trái cho Voluntari.

## Sự nghiệp
Sau mùa giải thành công ở FC Zimbru, Armaș ký một bản hợp đồng 4 năm với câu lạc bộ Thụy Điển Hammarby IF.
Vào tháng 11 năm 2009 anh được bầu chọn là "Cầu thủ xuất sắc nhất năm" bởi người hâm mộ trên trang chủ chính thức của Hammarby.
Vào tháng 1 năm 2010, Armaș ký hợp đồng với Câu lạc bộ Nga, Kuban Krasnodar. Ở mùa giải 2013-14 Armas đá tại vòng bảng Europa League và có hai pha kiến tạo trong trận đấu với St. Gallen. Trong vòng loại World Cup với Cộng hòa Ireland Armas bị gãy chân.

## Thống kê sự nghiệp

### Câu lạc bộ
Tính đến trận đấu diễn ra ngày 20 tháng 5 năm 2018
| Câu lạc bộ             | Mùa giải            | Giải vô địch                            | Giải vô địch | Giải vô địch | Cúp     | Cúp       | Châu lục | Châu lục  | Khác    | Khác      | Tổng cộng | Tổng cộng |
| Câu lạc bộ             | Mùa giải            | Hạng đấu                                | Số trận      | Bàn thắng    | Số trận | Bàn thắng | Số trận  | Bàn thắng | Số trận | Bàn thắng | Số trận   | Bàn thắng |
| ---------------------- | ------------------- | --------------------------------------- | ------------ | ------------ | ------- | --------- | -------- | --------- | ------- | --------- | --------- | --------- |
| FC Zimbru-2 Chișinău   | 2004–05             | Moldovan "A" Division                   | 5            | 0            | 0       | 0         | –        | –         | –       | –         | 5         | 0         |
| FC Zimbru-2 Chișinău   | 2005–06             | Moldovan "A" Division                   | 13           | 1            | 0       | 0         | –        | –         | –       | –         | 13        | 1         |
| FC Zimbru-2 Chișinău   | 2006–07             | Moldovan "A" Division                   | 12           | 1            | 0       | 0         | –        | –         | –       | –         | 12        | 1         |
| FC Zimbru-2 Chișinău   | Tổng cộng           | Tổng cộng                               | 30           | 2            | 0       | 0         | 0        | 0         | 0       | 0         | 30        | 2         |
| FC Zimbru Chișinău     | 2006–07             | Giải bóng đá hạng nhất quốc gia Moldova | 6            | 0            | 0       | 0         | 0        | 0         | –       | –         | 6         | 0         |
| FC Zimbru Chișinău     | 2007–08             | Giải bóng đá hạng nhất quốc gia Moldova | 7            | 0            | 0       | 0         | 0        | 0         | –       | –         | 7         | 0         |
| FC Zimbru Chișinău     | 2008–09             | Giải bóng đá hạng nhất quốc gia Moldova | 17           | 1            | 0       | 0         | –        | –         | –       | –         | 17        | 1         |
| FC Zimbru Chișinău     | Tổng cộng           | Tổng cộng                               | 30           | 1            | 0       | 0         | 0        | 0         | 0       | 0         | 30        | 1         |
| Hammarby               | 2009                | Allsvenskan                             | 27           | 0            | 1       | 0         | –        | –         | –       | –         | 28        | 0         |
| F.K. Kuban Krasnodar   | 2010                | FNL                                     | 32           | 2            | 0       | 0         | –        | –         | –       | –         | 32        | 2         |
| F.K. Kuban Krasnodar   | 2011–12             | Giải bóng đá ngoại hạng Nga             | 39           | 1            | 1       | 0         | –        | –         | –       | –         | 40        | 1         |
| F.K. Kuban Krasnodar   | 2012–13             | Giải bóng đá ngoại hạng Nga             | 16           | 0            | 1       | 0         | –        | –         | –       | –         | 17        | 0         |
| F.K. Kuban Krasnodar   | 2013–14             | Giải bóng đá ngoại hạng Nga             | 14           | 1            | 1       | 0         | 3        | 0         | –       | –         | 18        | 1         |
| F.K. Kuban Krasnodar   | 2014–15             | Giải bóng đá ngoại hạng Nga             | 15           | 0            | 3       | 0         | –        | –         | –       | –         | 18        | 0         |
| F.K. Kuban Krasnodar   | 2015–16             | Giải bóng đá ngoại hạng Nga             | 25           | 1            | 1       | 0         | –        | –         | 2       | 1         | 28        | 2         |
| F.K. Kuban Krasnodar   | 2016–17             | FNL                                     | 14           | 0            | 0       | 0         | –        | –         | –       | –         | 14        | 0         |
| F.K. Kuban Krasnodar   | Tổng cộng           | Tổng cộng                               | 155          | 5            | 7       | 0         | 3        | 0         | 2       | 1         | 167       | 6         |
| F.K. Anzhi Makhachkala | 2017–18             | Giải bóng đá ngoại hạng Nga             | 13           | 1            | 0       | 0         | –        | –         | 2       | 0         | 15        | 1         |
| Tổng cộng sự nghiệp    | Tổng cộng sự nghiệp | Tổng cộng sự nghiệp                     | 255          | 9            | 8       | 0         | 3        | 0         | 4       | 1         | 270       | 10        |

### Bàn thắng quốc tế
Bàn thắng và kết quả của Moldova được để trước
| #  | Ngày                 | Địa điểm                                          | Đối thủ     | Tỉ số | Kết quả | Giải đấu                      |
| -- | -------------------- | ------------------------------------------------- | ----------- | ----- | ------- | ----------------------------- |
| 1. | 10 tháng 8 năm 2011  | Sân vận động GSP, Nicosia, Síp                    | Síp         | 1–1   | 2–3     | Giao hữu                      |
| 2. | 15 tháng 10 năm 2013 | Sân vận động Pod Goricom, Podgorica, Montenegro   | Montenegro  | 1–2   | 2–5     | Vòng loại FIFA World Cup 2014 |
| 3. | 24 tháng 5 năm 2014  | Sân vận động Thành phố Chapín, Jerez, Tây Ban Nha | Ả Rập Xê Út | 1–0   | 4–0     | Giao hữu                      |
| 4. | 28 tháng 3 năm 2016  | Sân vận động Quốc gia Ta' Qali, Mdina, Malta      | Andorra     | 1–0   | 1–0     | Giao hữu                      |
| 5. | 8 tháng 6 năm 2019   | Sân vận động Zimbru, Chișinău, Moldova            | Andorra     | 1–0   | 1–0     | Vòng loại UEFA Euro 2020      |
| 6. | 29 tháng 3 năm 2021  | Astana Arena, Nur-Sultan, Kazakhstan              | Kazakhstan  | 1–0   | 1–0     | UEFA Nations League 2020–21   |